# 1823 Gliese
1823 Gliese este un asteroid din centura principală, descoperit pe 4 septembrie 1951, de Karl Reinmuth.